# Maria Canaleta i Abellà
Maria Canaleta i Abellà (Barberà de la Conca, 1 de gener de 1896 - el Masnou, Maresme, 23 de febrer del 1980) fou una mestra catalana.
Era filla de Ramon Canaleta Tous i de Maria Antònia Abellà Poblet, pagesos de Barberà de la Conca. El seu pare fou soci fundador de la Societat Agrícola de Barberà, els associats de la qual van construir el  local social, la Casa de la Sociedad Agrícola, i a partir de 1910, l’escola, una aspiració permanent del moviment obrer.
Maria Canaleta se'n va anar a Barcelona a estudiar a l'Escola Normal per esdevenir mestra. Va obtenir el títol l'any 1914. El 1915 va ser nomenada mestra interina de l'escola nacional de nenes de Barberà. El 1916 va passar a l'escola de Vinaixa, on va exercir de nou com a mestra interina, fins al 1917. Després va treballar a Ollers, de 1917 a 1919. Entre 1919 i 1923 va tornar a Barberà de la Conca. Va superar les oposicions per ser mestra de secció en propietat i el 1923 finalment va ser destinada a l'escola nacional del Masnou (actual Escola Ocata), on treballaria la resta de la seva vida. El 1924 fou nomenada directora de la secció de nenes de l'escola. Va ensenyar segons el mètode Montessori, basat en l'experimentació.
A l'escola nacional del Masnou va coincidir amb el mestre Josep Pericot Llorensí, que també tenia plaça al Masnou. El 1926 es van casar. Tingueren quatre fills: Josep Maria (1928-2001), Santiago (1929-2018), Jordi (1931) i Robert (1937-1986). D'aquests, Santiago Pericot i Canaleta i Jordi Pericot i Canaleta són coneguts artistes.
Acabada la Guerra civil Espanyola, el 1939, se li obrí un expedient de depuració per la seva ideologia d'esquerres i catalanista. Va ser destinada fora de Catalunya, a Pinarejo (Conca). S'hi va estar fins al 1942, quan, gràcies als informes favorables de l'alcalde, rector, cap de la Falange, i altres del Masnou, va poder tornar a ser directora de l'escola del Masnou. El 1966 es va jubilar.
L'any 1966, coincidint amb la seva jubilació, l'Ajuntament del Masnou decidí atorgar-li la medalla de bronze de la vila. Quan va morir, l'any 1980 l'Ajuntament va posar el seu nom a un carrer a la vila (carrer de Maria Canaleta).